# Lijst van diskjockeys op Radio Veronica (2003-heden)
Dit is een lijst met de huidige en voormalige diskjockeys van het Nederlandse commerciële radiostation Radio Veronica.
Legenda
-  = Actieve diskjockeys zijn voorzien van een gekleurd blokje.
- Jaartallen betreffen alleen dj-werk (geen werk als sidekick of productie).

## A
|  | Naam                 | Periode(s)    | Opmerkingen |
|  | -------------------- | ------------- | ----------- |
|  | Gert-Jan van Ackooij |               |             |
|  | Gijs van Alkemade    | 2024 invaller |             |

## B
|  | Naam                 | Periode(s)                           | Opmerkingen                    |
|  | -------------------- | ------------------------------------ | ------------------------------ |
|  | Kees Baars           |                                      |                                |
|  | Colin Banks          | 2005–2010                            |                                |
|  | Giel Beelen          | 2017–2020                            |                                |
|  | Michael Blijleven    |                                      |                                |
|  | Ron Bisschop         |                                      |                                |
|  | Lisanne Bronkhorst   | 2021–                                |                                |
|  | Caroline Brouwer     | 2021– invaller                       | Tevens sidekick bij de Bonanza |
|  | Niek van der Bruggen | 2017–2019, 2024–2025 invaller, 2025– |                                |

## C
|  | Naam       | Periode(s) | Opmerkingen |
|  | ---------- | ---------- | ----------- |
|  | Adam Curry |            |             |

## D
|  | Naam                | Periode(s)           | Opmerkingen      |
|  | ------------------- | -------------------- | ---------------- |
|  | Silveer van Deinsen | Periode              | Als DJ Silverius |
|  | Johan Derksen       | 2022–2024            |                  |
|  | Carsten van Dijk    | 2021–2024            |                  |
|  | Francis Dix         | 2023                 |                  |
|  | Willem Doreleijers  | 2021–2024            |                  |
|  | Jeroen Drogt        | 2022–2023            |                  |
|  | Jannes Drop         | 2022–                |                  |
|  | Lindo Duvall        | 2013–2014, 2017–2021 |                  |

## E
|  | Naam               | Periode(s)         | Opmerkingen |
|  | ------------------ | ------------------ | ----------- |
|  | Gerard Ekdom       | 2024–              |             |
|  | Thomas van Empelen | 2024 invaller      |             |
|  | Jan Engelaar       |                    |             |
|  | Edwin Evers        | 2021–2023 invaller |             |

## G
|  | Naam                   | Periode(s) | Opmerkingen |
|  | ---------------------- | ---------- | ----------- |
|  | Jan Joost van Gangelen | 2019–2021  |             |
|  | Wilfred Genee          | 2019–2021  |             |
|  | Ronald Giphart         | 2021–2023  |             |
|  | Unico Glorie           |            |             |
|  | Wouter van der Goes    | 2024–      |             |
|  | Jurjen Gofers          | 2011–2020  |             |
|  | Arjen Grolleman        |            |             |
|  | Jan Paul Grootentraast | 2020–2021  |             |

## H
|  | Naam                  | Periode(s)                                 | Opmerkingen |
|  | --------------------- | ------------------------------------------ | ----------- |
|  | Ferry van der Heijden | 2013–2014 invaller                         |             |
|  | Jules van Hest        | 2007–2009                                  |             |
|  | Marisa Heutink        | 2019–2020 invaller, 2020–                  |             |
|  | Jon Hilbrants         |                                            |             |
|  | Dennis Hoebee         | 2011–2013, 2015–2020, 2022, 2024– invaller |             |
|  | Frank van 't Hof      | 2024–                                      |             |
|  | Herman Hofman         | 2023–2024                                  |             |
|  | Sander Hoogendoorn    | 2022–                                      |             |
|  | Niels Hoogland        | invaller                                   |             |
|  | Celine Huijsmans      | 2020–2022                                  |             |
|  | Peter van den Hurk    | invaller                                   |             |

## I
|  | Naam             | Periode(s)                      | Opmerkingen |
|  | ---------------- | ------------------------------- | ----------- |
|  | Kas van Iersel   | 2003–2006                       |             |
|  | Jeroen van Inkel | 1995–2000, 2004–2005, 2014–2017 |             |

## J
|  | Naam          | Periode(s) | Opmerkingen |
|  | ------------- | ---------- | ----------- |
|  | Robert Jensen |            |             |

## K
|  | Naam           | Periode(s) | Opmerkingen |
|  | -------------- | ---------- | ----------- |
|  | Jente Kater    |            |             |
|  | Patrick Kicken |            |             |
|  | Tim Klijn      | 2017–2023  |             |

## L
|  | Naam                | Periode(s)           | Opmerkingen |
|  | ------------------- | -------------------- | ----------- |
|  | Sander Lantinga     | 2022–2023            |             |
|  | Bart van Leeuwen    |                      |             |
|  | Frank van der Lende | 2022–                |             |
|  | Ben Liebrand        |                      |             |
|  | Vincent de Lijser   | 2005–2014, 2020–2021 |             |

## M
|  | Naam               | Periode(s) | Opmerkingen |
|  | ------------------ | ---------- | ----------- |
|  | Ferry Maat         | 2003–2010  |             |
|  | Thijs Meeuwsen     | 2023–2025  |             |
|  | Mark van der Molen | 2011–2015  |             |
|  | Bram Molenaar      | 2022–2023  |             |
|  | John Molenaar      |            |             |
|  | Martijn Muijs      | 2013–2025  |             |
|  | Jordi Mulderij     | 2021–2024  |             |

## N
|  | Naam                | Periode(s) | Opmerkingen |
|  | ------------------- | ---------- | ----------- |
|  | Jeroen Nieuwenhuize | 2017       |             |
|  | Tineke de Nooij     | 2022–2023  |             |

## O
|  | Naam            | Periode(s) | Opmerkingen |
|  | --------------- | ---------- | ----------- |
|  | Leo Oldenburger | 2022       |             |
|  | Ferry Oomen     | 2023–      |             |
|  | Alex Oosterveen | 2013–2016  |             |

## P
|  | Naam                   | Periode(s) | Opmerkingen |
|  | ---------------------- | ---------- | ----------- |
|  | Toine van Peperstraten |            |             |
|  | Erwin Peters           |            |             |
|  | Michael Pilarczyk      | invaller   |             |

## R
|  | Naam             | Periode(s) | Opmerkingen |
|  | ---------------- | ---------- | ----------- |
|  | Martijn Richters | 2021–2022  |             |
|  | Luc van Rooij    | –2013      |             |
|  | Dennis Ruyer     | 2017–2022  |             |

## S
|  | Naam              | Periode(s)                  | Opmerkingen |
|  | ----------------- | --------------------------- | ----------- |
|  | Raoul Schram      |                             |             |
|  | Sander Schrik     | 2021                        |             |
|  | Fred Siebelink    | 2021–2022                   |             |
|  | Arlo van Sluis    |                             |             |
|  | Henkjan Smits     | 2023 invaller               |             |
|  | Arjan Snijders    | 2021–2025                   |             |
|  | Rob van Someren   | 2003–2014                   |             |
|  | Rob Stenders      | 1987–1991, 1992–1996, 2021– |             |
|  | Alexander Stevens |                             |             |
|  | Silvan Stoet      | 2004–2017, 2020–2021        |             |
|  | Ed Struijlaart    | 2021–2024                   |             |

## T
|  | Naam              | Periode(s)    | Opmerkingen |
|  | ----------------- | ------------- | ----------- |
|  | Peter Teekamp     |               |             |
|  | Bas van Teylingen | 2021–2023     |             |
|  | Jens Timmermans   | 2021 invaller |             |

## V
|  | Naam                | Periode(s)       | Opmerkingen |
|  | ------------------- | ---------------- | ----------- |
|  | Sven van Veen       |                  |             |
|  | Femke van der Veen  | 2021–2022        |             |
|  | Niels van der Veen  | 2022–2023        |             |
|  | Michiel Veenstra    | 2002–2005        |             |
|  | Rick van Velthuysen | 2008–2016, 2023– |             |
|  | Danny Vera          | 2021–2024        |             |
|  | Maurice Verschuuren | 2017–            |             |
|  | Juri Verstappen     |                  |             |
|  | Jasper de Vries     | 2017–2020        |             |
|  | Menno Vroom         |                  |             |

## W
|  | Naam           | Periode(s) | Opmerkingen |
|  | -------------- | ---------- | ----------- |
|  | Erik Werner    | 2017–2021  |             |
|  | Henk Westbroek | invaller   |             |

## Z
|  | Naam          | Periode(s) | Opmerkingen |
|  | ------------- | ---------- | ----------- |
|  | Erik de Zwart |            |             |